# 8-я мотострелковая дивизия войск НКВД (1-го формирования)
8-я мотострелковая дивизия войск НКВД (1-го формирования) — дивизия НКВД СССР, участвовавшая в Великой Отечественной войне.

## История
- Сформирована в г. Воронеж в декабре 1941 года как моторизованная дивизия войск НКВД которая была сформирована в ноябре 1941 года на базе погранчастей Юго-Западного фронта, вышедших из окружения в районе Киева (91-й, 92-й, 94-й,98-й погранотряды, 6, 16, 28-й мсп оперативных войск НКВД)[2].

- После сформирования 31 декабря 1941 года дивизия была включена в 21-я армия Юго-Западного фронта.

Формирование дивизии было в разгаре, когда в штаб поступил приказ командующего Юго-Западным фронтом о подчинении соединения 21-й армии и передислокации его в район боевых действий. Дивизия ещё не была сформирована, в полках оставались недоукомплектованными разведывательные подразделения, недоставало до штатной численности танков, артиллерии, миномётов, автомашин. Из 10-дневной программы боевой учёбы штабу предоставили только 3 дня занятий.
- 31 декабря 1941 года в дивизию для вручения наград отличившимся в боях воинам-чекистам прибыл Председатель Президиума Верховного Совета УССР М. С. Гречуха. Орден Ленина получил командир 16-го мотострелкового полка майор П. С. Бабич. Орден Красного Знамени комиссар 16-го мотострелкового полка батальонный комиссар И. П. Якимов, старший политрук Д. И. Васильев, старшина Ф. М. Мухин, сержант И. А. Никонов и другие.
- В ночь на 2 января 1942 года дивизия погрузилась в несколько эшелонов и двинулась к станции Касторное, далее на юг, к станции Чернянка, расположенной несколько южнее города Старый Оскол. Эшелоны с частями дивизии ещё не прибыли на станцию назначения, а её новый командир полковник В. Ф. Крылов был уже вызван в штаб 21-й армии в город Короча для получения боевой задачи. Командование армии торопилось с вводом в бой дивизии на обоянском направлении. 3 января её соединения перехватили шоссейную дорогу Белгород — Курск и завязали бои за Обоянь. Командующий Юго-Западным фронтом поставил армии задачу в ночь на 5 января во взаимодействии с 38-й армией овладеть Белгородом.
- Приказом НКВД № 0021 от 5 января 1942 г. во исполнение Постановления ГКО № 1099-сс от 4 января 1942 г. 27 января 1942 года формируется 8-я мотострелковая дивизия войск НКВД.
- В июле 1942 года переформирована в 63-ю стрелковую дивизию (1-го формирования) в составе 21-й(с 16 апреля 1943 года 6-й гвардейской армии) Сталинградского фронта. В последующем стала 52-я гвардейская стрелковая Рижско-Берлинская орденов Ленина, Суворова Кутузова дивизия.

## Состав
В её состав вошли:
- 6-й мотострелковый полк,
- 16-й мотострелковый полк
- 28-й мотострелковый полк
- 10-й гаубичный артиллерийский полк
- 8-й отдельный танковый батальон,
- минбат,
- инжбат,
- сапб,
- атб,
- озад
- и другие

## Командование

### Командиры
- Мажирин Ф. М. (1941), полковник
- Крылов В. Ф. (с января 1942 года), полковник
- Рогачевский С. М. (c 11.01.1942), полковник
- Горюнов К. И. (1942), генерал-майор
- Козин, Нестор Дмитриевич (25.06.1942 — 21.01.1943), полковник, с 23.01.1943 генерал-майор